# Tristin Mays
Tristin Mays (ur. 10 czerwca 1990 w Nowym Orleanie) – amerykańska aktorka i piosenkarka, która grała m.in. w reboocie serialu MacGyver

## Życiorys
Jej pierwsze role w serialach telewizyjnych to Shaina z serialu Nickelodeon Gullah Gullah Island oraz Robin Dixon w serialu ABC Agentka o stu twarzach. Później wystąpiła w serialach: Szkolny poradnik przetrwania, Wszyscy nienawidzą Chrisa, True Jackson, Zeke i Luther, Big Time Rush i Victoria znaczy zwycięstwo.

## Filmografia
- 1996: Harambee! jako Angel
- 1997: Gullah Gullah Island jako Shaina
- 2001-2004: Agentka o stu twarzach jako Robin Dixon (3 odcinki)
- 2006: Szkolny poradnik przetrwania jako Bernice
- 2008: Wszyscy nienawidzą Chrisa jako Jenise Huckstable (odcinek Everybody Hates Homecoming)
- 2009: Private jako Taylor Bell
- 2010: True Jackson jako Hailey (odcinek My Boss Ate My Homework)
- 2010–2011: Zeke i Luther jako Monica Lopez (3 odcinki)
- 2010: Big Time Rush jako Stephanie King (2 odcinki)
- 2011: Z kopyta jako M.C. (odcinek All the Wrong Moves)
- 2011: Victoria znaczy zwycięstwo jako Sherry (odcinek Prom Wrecker)
- 2012: Z zaskoczenia[1] jako Isabel
- 2013: Domówka: Noc nie z tej ziemi jako Autumn Rose (film DVD)
- 2015: Polowanie na drużbów[1] jako Cute Bridesmaid
- 2015-2016: Pamiętniki wampirów[1] jako Sarah Salvatore (7 odcinków)
- 2015-2016: Supergirl[1] jako Paulina (2 odcinki)
- 2016-2018: Ozn@czone jako Brie Fricks (4 odc.)
- 2016-2021: MacGyver jako Riley Davis (główna obsada)[1]
- 2017: Switched at Birth[1] jako Ally (3 odc.)
- 2020: The Christmas Sitters jako  Nora (film TV)